# Hallothamus decorus
Hallothamus decorus är en skalbaggsart som beskrevs av Thomson 1868. Hallothamus decorus ingår i släktet Hallothamus och familjen långhorningar.
Artens utbredningsområde är Venezuela. Inga underarter finns listade i Catalogue of Life.